# شورک بالا
شورک بالا یک منطقهٔ مسکونی در ایران است که در دهستان گلستان واقع شده‌است. شورک بالا ۱۷۹ نفر جمعیت دارد.